# 中嶋太郎
中嶋 太郎（なかしま たろう、1888年〈明治21年〉8月19日 - 1973年〈昭和48年〉3月16日）は、日本の政治家、衆議院議員（2期）、諫早市長。位階は正五位。勲三等瑞宝章綬章。

## 経歴
長崎県出身。1914年（大正3年）早稲田大学専門部政治経済科卒。コロンビア大学大学院に留学し、記者として二六新聞社などで勤務する。その後、1947年（昭和22年）、諫早市長選挙に立候補して当選。同年4月8日、初代公選市長となった。市長在任中は市立中学の開校、市役所機構の再編、自治体警察の設置、諫早球場の開場など市制改革に追われた。1951年（昭和26年）に再選。翌1952年（昭和27年）4月3日に退任した。第25回衆議院議員総選挙において長崎1区から改進党で立候補したが落選。翌1953年（昭和28年）の第26回衆議院議員総選挙で当選した。2期目は日本民主党から立候補して再選。1958年（昭和33年）の第28回衆議院議員総選挙では自由民主党から立候補したが落選。政界を引退した。

## 著作
翻訳
- 蔡元培『支那倫理学史』支那文化史大系:第9、大東出版社、1941年[12][注釈 3]。NDLJP:1917822